# Palthis oconoguensis
Palthis oconoguensis är en fjärilsart som beskrevs av Paul Dognin 1914. Palthis oconoguensis ingår i släktet Palthis och familjen nattflyn. Inga underarter finns listade i Catalogue of Life.